# Pyrinia
Pyrinia är ett släkte av fjärilar. Pyrinia ingår i familjen mätare.

## Dottertaxa tillPyrinia, i alfabetisk ordning[1]
- Pyrinia abditaria
- Pyrinia acutipennis
- Pyrinia adminiculata
- Pyrinia aemula
- Pyrinia agonisaria
- Pyrinia albilineata
- Pyrinia alcandraria
- Pyrinia alvarezata
- Pyrinia amphisaria
- Pyrinia angulimargo
- Pyrinia antarxata
- Pyrinia antoniata
- Pyrinia apertaria
- Pyrinia apriata
- Pyrinia ardysaria
- Pyrinia aroaria
- Pyrinia arxata
- Pyrinia augustata
- Pyrinia aurantiaca
- Pyrinia aurora
- Pyrinia batifolata
- Pyrinia bertularia
- Pyrinia brasaria
- Pyrinia brunnea
- Pyrinia brunneata
- Pyrinia brunneoliva
- Pyrinia callioparia
- Pyrinia cananchata
- Pyrinia carthamata
- Pyrinia castana
- Pyrinia castaneata
- Pyrinia catharina
- Pyrinia cerocampata
- Pyrinia charisaria
- Pyrinia chrysoclaba
- Pyrinia chrysops
- Pyrinia coearia
- Pyrinia concisata
- Pyrinia copiosata
- Pyrinia cundinamarcata
- Pyrinia derasata
- Pyrinia diffundaria
- Pyrinia discata
- Pyrinia dispansa
- Pyrinia distincta
- Pyrinia divalis
- Pyrinia elfina
- Pyrinia erythrocephalata
- Pyrinia eubaphe
- Pyrinia faragita
- Pyrinia felinaria
- Pyrinia flavida
- Pyrinia flavoapicata
- Pyrinia fletifera
- Pyrinia fridolinata
- Pyrinia fulvata
- Pyrinia fulvatoides
- Pyrinia fusilineata
- Pyrinia gallaria
- Pyrinia grata
- Pyrinia helvaria
- Pyrinia hemixantha
- Pyrinia hilaris
- Pyrinia ianaria
- Pyrinia icesiata
- Pyrinia icosiata
- Pyrinia icterata
- Pyrinia incensata
- Pyrinia insula
- Pyrinia iquitata
- Pyrinia itunaria
- Pyrinia junctaria
- Pyrinia lebonaria
- Pyrinia megara
- Pyrinia mephasaria
- Pyrinia mimicaria
- Pyrinia minsera
- Pyrinia niligenata
- Pyrinia olindaria
- Pyrinia optivata
- Pyrinia oroyata
- Pyrinia parata
- Pyrinia pastazzata
- Pyrinia pervisata
- Pyrinia pescoria
- Pyrinia phoebeata
- Pyrinia praefulvata
- Pyrinia prusiasaria
- Pyrinia punctilinea
- Pyrinia quadrataria
- Pyrinia radiolata
- Pyrinia reflectaria
- Pyrinia regina
- Pyrinia resignata
- Pyrinia rigraphicalis
- Pyrinia rufa
- Pyrinia rufinaria
- Pyrinia rumiliata
- Pyrinia rutilaria
- Pyrinia sabasia
- Pyrinia sanitaria
- Pyrinia saturata
- Pyrinia selecta
- Pyrinia signifera
- Pyrinia solata
- Pyrinia spilota
- Pyrinia sterrhata
- Pyrinia strigularia
- Pyrinia subapicata
- Pyrinia subaurata
- Pyrinia sublustraria
- Pyrinia subsanguinea
- Pyrinia substriata
- Pyrinia sucronaria
- Pyrinia suniadaria
- Pyrinia tarapotata
- Pyrinia tenuilinea
- Pyrinia transitata
- Pyrinia vanidosa
- Pyrinia venusta
- Pyrinia yaponaria
- Pyrinia yerma
- Pyrinia zizana